# 制度性保障
制度性保障是大陸法系憲法學上的概念，原來是由法國憲法學者毛利思·歐里烏（Maurice Hauriou，1856年－1929年）等人發展出來的，其後再由德國威瑪共和時期憲法學者卡爾·施密特（Carl Schmitt，1888年－1985年）將其概念進行體系化，因此而常被誤以為是卡爾·施密特所創。不過，制度性保障的概念，確實是德國憲法學上關於基本權論述的重要理論，在基本權利的功能體系中，屬於基本權利客觀價值秩序面向的一環。

## 核心內容

### 德國威瑪時期
在威瑪憲法時代，德國主流的憲法學說認為基本權利並不拘束立法者，也就是基本權利的規定只是一種方針條款，因而立法者得透過立法手段任意限制人民的基本權利。為了保障人民的權利，卡爾·施密特提出了「制度性保障理論」，主張「制度」和「基本權利」二分，認為「某些既存或為憲法所肯認的制度須受憲法直接保護，立法者不得以法律任意變更其核心價值內涵」，這就是原始意義的制度性保障。除了排除立法者對人民基本權利的侵害外，制度性保障理論也解決了基本權利理論中有關權利主體的問題。受到制度性保障的制度例如：婚姻制度、私有財產制度、地方自治制度等。

### 德國聯邦基本法時期
第二次世界大戰後，德國制定《基本法》，正式落實人民基本權利的效力，人民得直接援引憲法中的基本權利對國家主張。人民基本權利既然得到落實，制度性保障理論的存在必要隨即受到學界檢討。最後多數說認為制度性保障理論仍然有其存在的必要，只是內容必須因應實定法做出調整。調整後的制度性保障理論即為通稱的現代意義的制度性保障，指「國家必須建立某些制度或法律，確保其存在，以實現基本權利」。若欠缺一個可以實現基本權利之環境或制度，縱使人民空有基本權利也不具意義；現代意義的制度性保障理論即在敦促國家必須建構各種足以實現人民基本權利的制度或法律。例如：人民擁有財產權，國家即必須建立完善的私有財產制度來實現人民的財產權；人民擁有訴訟權，國家即必須建立完善的法院體系和訴訟制度來實現人民的訴訟權利。

## 制度性保障在各國的運作

### 中華民國
制度性保障理論在實務上最早由司法院大法官在司法院釋字第380號解釋引進，到了釋字第396號解釋則全面肯認制度性保障在中華民國憲法實務上的地位。目前受司法院大法官解釋承認，受制度性保障的制度有訴訟制度（釋字第396號）、大學自治制度（釋字第380號、釋字第563號）、地方自治制度（釋字第498號）、婚姻家庭制度（釋字第554號）、服公職權利（釋字第605號）等。
參照：
- 司法院釋字第380號解釋 （页面存档备份，存于）
- 司法院釋字第396號解釋

（页面存档备份，存于）
- 司法院釋字第498號解釋 （页面存档备份，存于）
- 司法院釋字第554號解釋 （页面存档备份，存于）
- 司法院釋字第563號解釋 （页面存档备份，存于）
- 司法院釋字第605號解釋 （页面存档备份，存于）

## 批評
吳煜宗「制度性保障」，『月旦法學教室』第十期，2003年8月。